# Nosaltres, els valencians
Nosaltres, els valencians és un influent assaig de l'intel·lectual valencià Joan Fuster i el primer dels seus treballs com a historiador. La seva aparició va implicar una renovació tant en la historiografia com en el nacionalisme valencià. Ernest Lluch va dir d'aquest llibre que "separa la història de la nostra prehistòria". Juntament amb Qüestió de noms (Edicions d'Aportació Catalana, 1962) i El País Valencià (Ediciones Destino, 1962), és considerat com un "llibre bàsic per al coneixement de la història, la cultura i els problemes d'identitat del valencià". Jaume Pérez Montaner, estudiós de l'obra fusteriana, va afirmar que "la seva significació històrica ha estat tan remarcable que hom pot parlar des de la nostra perspectiva actual d'un abans i un després d'aquesta obra en qualsevol referència a la cultura i a la consciència nacional del País Valencià". Va ser el primer llibre publicat per edicions 62.
Des de la primera edició apareguda en la fira del llibre de 1962, ha estat reeditat aproximadament una vintena de vegades fins al 2009, a més de traduït al castellà. L'any següent de la seva aparició, 1963, va ser guardonat amb el Premi Lletra d'Or.
Fuster, que afirmava, parafrasejant Jaume Vicens i Vives, que no havia trobat mai una reflexió realment seriosa sobre la identitat del poble valencià i que per aquest motiu es considerava obligat a desxifrar-la, trencava amb el valencianisme precedent, en considerar-lo "provincial" i "sucursalista", i trencava també amb el treball històric i sociològic realitzat fins aquell moment, acusant-lo de patir d'una "deplorable i indecorosa miopia nacional".
Nosaltres, els valencians respon a objectius explicitats des de les primeres pàgines, que són, entre d'altres, el de "conèixer-nos" (seguint, a més a més, el model de Notícia de Catalunya, de. Jaume Vicens Vives) i el de respondre a la pregunta "què som els valencians?". Aquesta aportació a l'autoconeixement dels valencians en tant que poble, pretenia Joan Fuster, seria un revulsiu contra les "malalties col·lectives" dels valencians, una temptativa de "rectificar la frustració històrica" del seu poble. En paraules de Fuster: "La veritat —els fets constatables i explícits—, una vegada delatada, esdevé consciència, i una consciència desperta sempre revertirà en acció o, en última instància, en remordiment. Per a expressar-ho abusant de la terminologia d'un il·lustre barbat: explicar serà una invitació a transformar".
En Nosaltres, els valencians Fuster afirma que els territoris de "parla catalana" del País Valencià tindrien com a únic "futur normal" la incorporació a una entitat "supraregional", els Països Catalans.

## Antecedents
L'assaig de Jaume Vicens i Vives, Notícia de Catalunya —el títol original del qual havia de ser Nosaltres, els catalans, però que finalment va ser rebutjat, per suggeriment de Josep Pla, per temor de la censura franquista—
va ser inspirador del treball de Fuster, el qual té una intencionalitat i estructura paral·leles. El títol Nosaltres, els valencians, basat en el títol que Vicens i Vives no va poder posar al seu llibre, va ser suggerit per Max Cahner, fundador de l'editorial i amic del suecà des dels anys 50.
El nom de l'assaig, doncs, era intencionat, ja que Fuster en buscava un paral·lel, com explica al pròleg de l'obra. Escrit entre gener i febrer de 1962, Nosaltres els valencians va suposar per a l'autor l'oportunitat de sintetitzar diferents reflexions que des de feia anys el preocupaven, però també un intent de realitzar el diàleg que Vicens Vives havia demanat als autors valencians i mallorquins en un article escrit en Serra d'Or poc abans de morir. Arran d'aquell article, Fuster es distanciaria de la tertúlia d'escriptors valencians coneguts com a Grup Torre, que proposaren el concepte de comunitat catalànica com a alternativa a la proposta encunyada per Fuster dels Països Catalans, que rebutjaven.
El mateix any que es publicà Nosaltres, els valencians, l'editorial Destino li publicava a Fuster una guia de viatges anomenada El País Valenciano. El llibre, pel fet d'estar escrit en castellà, va tindre una repercussió major que la de les altres obres publicades per Fuster el mateix any, de caràcter més polític. Així, i provocat per la frustració del periodista José Ombuena pel fet de no haver estat l'elegit per Destino per a la realització del llibre, s'inicià des de la premsa valenciana una campanya contra la figura de Fuster, tot predisposant els sectors més progressistes a rebre amb simpatia la seua obra.

## Estructura
Nosaltres, els valencians està dividit en tres grans seccions:
- Els fets. Pàgines 25 a 101.[29]
- Les indecisions. Pàgines 105 a 169.[29]
- Els problemes. Pàgines 173 a 234.[29]

L'obra es presenta formalment com una anàlisi del passat i de la psicologia col·lectiva del poble valencià, si bé per a l'autor allò que escrivia no tenia res a veure amb una psicologia col·lectiva, ja que, en tant que escèptic, Fuster no creia en ànimes de pobles o esperits col·lectius.
Per a Fuster, l'assaig va suposar una oportunitat de desmentir les interpretacions del nacionalisme espanyol (i del discurs del regionalisme valencià que va assimilar) sobre la identitat valenciana, tot dibuixant un escenari analític i teòric rígid en què la proposta fusteriana sorgia com una veritat oculta que es desvetllaria enfront de la mentida que suposaria el discurs regionalista valencià assumit pel franquisme.

## La construcció de la identitat valenciana

### La "dualitat nacional"
L'assaig planteja que la conformació actual del País Valencià parteix, des dels orígens, d'una "dualitat nacional insoluble" —segons l'expressió utilitzada per Fuster per a referir-se a la convivència de colons catalans i aragonesos assentats històricament en territori valencià. Fuster va tractar aquesta problemàtica argumentant que aquestes comarques castellanoparlants, si bé han aportat figures com Blasco Ibáñez, no haurien tingut sinó una influència marginal en la configuració de la personalitat col·lectiva dels valencians quant a poble, perquè entén que aquesta personalitat col·lectiva està conformada, exclusivament, per les comarques de parla catalana. Per això, els territoris de parla castellana són tractats com un mer apèndix adossat per raons administratives, fiscals o d'una altra mena, i fins i tot representarien un destorb de cara a una futura unió del País Valencià amb la resta de territoris de parla catalana, que segons ell serien el seu marc nacional natural. Aquesta idea i similars, les repeteix en altres obres.
El mateix rebuig va plantejar a la població morisca assentada històricament al territori, considerant fins i tot que la seva expulsió va ser un fet positiu.
Fuster considerava que existia una dissonància entre allò que era i allò que hauria d'haver estat la societat valenciana, i d'aquell contrast en sorgien queixes i laments col·lectius que l'autor jutjava inútils si es manifestaven sols com a amor propi local. Per a Fuster estos contrastos generaven dubtes sobre la identitat col·lectiva dels valencians, sovint manifestats en un anticentralisme trivial. La impossibilitat d'articular un nacionalisme valencià seriós, unit al fet que el nacionalisme espanyol no haguera estat capaç d'assimilar els valencians explicarien que, a ulls de Fuster, la identitat valenciana contemporània es caracteritzara per una sensació d'ambigüitat i incertesa.

## Desenvolupaments posteriors

### Influència

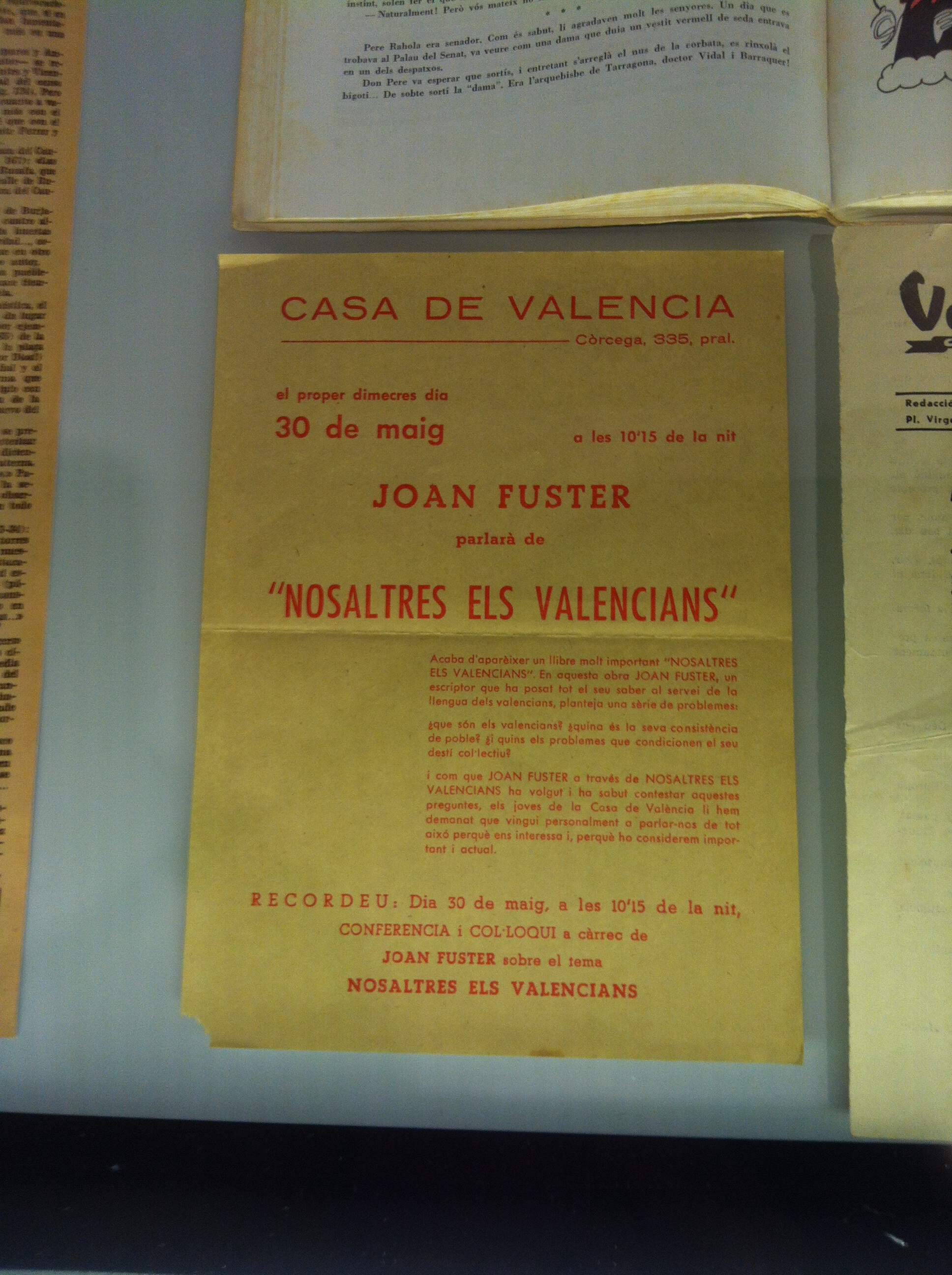
Cartell de la gira de presentació del llibre

A partir de Nosaltres, els valencians es va originar un moviment denominat nou valencianisme, que va influir en molts sectors universitaris, progressistes i d'esquerres. Figures com Sanchis Guarner, Joan Reglà, Francesc de Paula Burguera, Josep Giner, Alfons Cucó, entre d'altres, van formar part d'aquest moviment. Després, durant la transició espanyola, les màximes figures d'aquell valencianisme primerenc que datava de la Segona República espanyola (Xavier Casp i Miquel Adlert) acabaran unint-se al moviment de reacció contra el pancatalanisme, anomenat blaverisme.
En acabar el franquisme, part de l'esquerra valenciana, va assumir postulats fusterians. D'aquesta manera, la dreta va aconseguir trobar un pretext perfecte per atacar tant l'esquerra com l'incipient nacionalisme valencià, acusant ambdós de criptocatalanistes. Aquests esdeveniments són coneguts com a Batalla de València i van acabar quan, després de l'aprovació de la Constitució espanyola i l'Estatut d'Autonomia de la Comunitat Valenciana, el fusterianisme va acabar allunyat dels centres de poder polític valencians. A causa de l'escàs suport popular que van tenir les posicions fusterianistes, aquestes van ser abandonades progressivament per diversos partits valencians d'esquerra.

### Crítiques
A més de les crítiques i desqualificacions, tant des dels àmbits blavers com espanyolistes, Nosaltres, els valencians també n'ha rebut des d'àmbits religiosos, per exemple, per les opinions abocades sobre l'expulsió dels moros de València.
La virulència de la reacció que, en ple franquisme, va rebre la publicació de l'obra (també d'El País Valenciano), va revestir Joan Fuster de legitimitat democràtica. Durant la dictadura no hi va haver grans matisacions i oposicions a aquestes tesis des de postures opositores al règim. L'obra El País Valencià i els altres, publicada el 1972 per Emili Gómez i Nadal en seria una de les poques excepcions. Al llibre, Gómez i Nadal mostra el seu escepticisme envers la difusió del terme Països Catalans, qualificant de folklore snob les actituds d'aquells que s'anomenaven catalans fora de Catalunya, postura que jutjava minoritària.

### Revisions
Amb l'arribada de la democràcia, començarien a aparèixer les primeres crítiques i revisions a les tesis fusterianes. Ernest Lluch, en la seva obra La via valenciana (1a edició de 1976 i Premi Joan Fuster d'assaig aquell mateix any) va ser el primer a publicar una revisió dels postulats econòmics de Fuster, tant en allò relacionat amb la industrialització, com sobre el "paradigma agrarista" del País Valencià.
A mitjan dècada de 1980, alguns escriptors valencians com J. F. Mira, Eduard Mira, Damià Mollà o Vicent Franch van realitzar diferents revisions dels plantejaments fusterians. Es van publicar obres com De impura natione: El valencianisme, un joc de poder (un llibre també polèmic, que va tenir l'afegit de revitalitzar l'interès per Nosaltres, els valencians en uns temps en què havia caigut una mica en oblit; Premi Joan Fuster d'assaig, 1986) o Document 88: Destinat (sobretot) a nacionalistes (finalista el 1988 en la categoria d'assaig dels Premis Octubre). Neix així el que es coneix com la tercera via del nacionalisme valencià, que consistia en la consideració d'una nació valenciana amb una llengua amb diferents graus de particularisme, però compartida amb la resta de territoris de parla catalana, en un intent d'aconseguir una síntesi entre el blaverisme i el pancatalanisme.
No seria fins a la dècada de 1990 que les tesis revisionistes de Fuster agafarien una nova empenta, amb la publicació per Joan Francesc Mira de Sobre la nació dels valencians el 1997, en què es planteja una "via valenciana" que repense les relacions entre el País Valencià i l'Estat Espanyol, de manera que els valencians reafirmen la seua condició de nacionalitat en els mateixos termes que altres pobles de l'estat reconeguts com a tal, contraposant eixa reafirmació de la valencianitat a una inèrcia espanyola que fa del fet valencià un "poc ser, insubstancial, epidèrmic, regional, subordinat, marginat i folkloritzant". D'altra banda, l'alternativa pancatalanista va quedar descartada com una "opció irrealitzable" pel mateix Mira.

### En la literatura

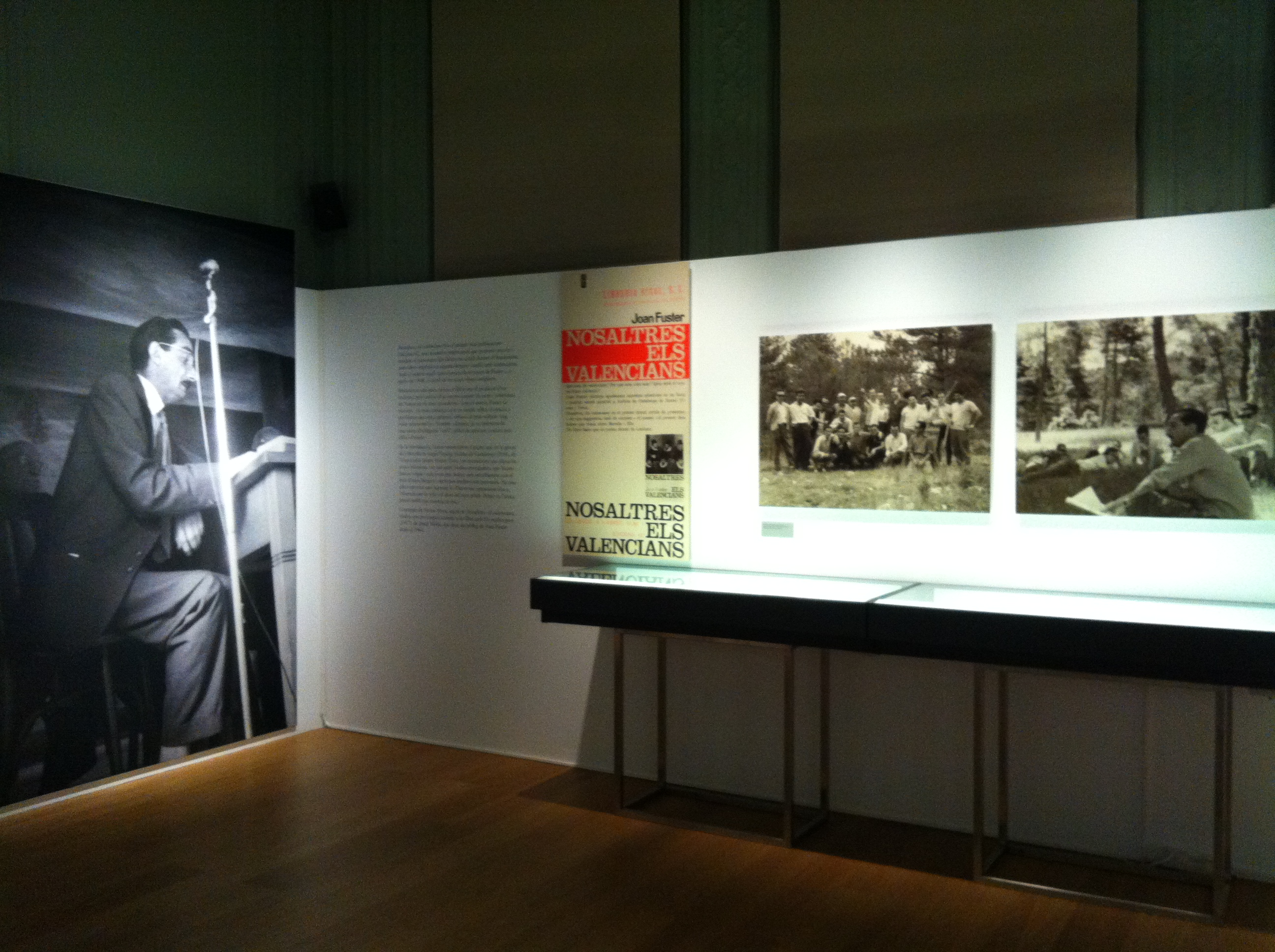
El 2012 es va organitzar l'exposició Joan Fuster. Nosaltres els valencians. 1962-2012 al palau Robert de Barcelona

A més de les respostes en forma d'assaig, d'articles periodístics, etc., Nosaltres, els valencians també va tenir desenvolupaments literaris. En la novel·la Abans moros que catalans, escrita per Jordi Querol i Moisés Mercé, es va utilitzar la història contrafactual plantejada per Fuster en relació amb l'expulsió dels moros de València com a encapçalament per a una ucronia en la qual els moros mai no haurien estat expulsats, i el primer capítol de la novel·la és un text atribuït apòcrifament a Fuster com una secció del seu assaig L'expulsió pendent.